# Phaenopsectra albiventris
Phaenopsectra albiventris är en tvåvingeart som först beskrevs av Jean-Jacques Kieffer 1922.  Phaenopsectra albiventris ingår i släktet Phaenopsectra och familjen fjädermyggor.
Artens utbredningsområde är Tyskland. Inga underarter finns listade i Catalogue of Life.